# U-757
Unterseeboot 757 foi um submarino alemão do Tipo VIIC, pertencente a Kriegsmarine que atuou durante a Segunda Guerra Mundial.

## Comandantes
| Comandante              | Data                                           |
| ----------------------- | ---------------------------------------------- |
| KrvKpt. Friedrich Deetz | 28 de fevereiro de 1942 - 8 de janeiro de 1944 |

## Subordinação
Durante o seu tempo de serviço, esteve subordinado às seguintes flotilhas:
| Período                                         | Flotilha                                  |
| ----------------------------------------------- | ----------------------------------------- |
| 28 de fevereiro de 1942 - 1 de setembro de 1942 | 6. Unterseebootsflottille (treinamento)   |
| 1 de setembro de 1942 - 8 de janeiro de 1944    | 6. Unterseebootsflottille (serviço ativo) |

## Operações conjuntas de ataque
O U-757 participou das seguinte operações de ataque combinado durante a sua carreira:
- Rudeltaktik Panther (6 de outubro de 1942 - 10 de outubro de 1942)
- Rudeltaktik Neuland (4 de março de 1943 - 12 de março de 1943)
- Rudeltaktik sem nome (11 de julho de 1943 - 29 de julho de 1943)
- Rudeltaktik Rügen 5 (6 de janeiro de 1944 - 7 de janeiro de 1944)
- Rudeltaktik Rügen (7 de janeiro de 1944 - 8 de janeiro de 1944)